# Briesing
Briesing, obersorbisch Brězynkaⓘ, ist ein Dorf im ostsächsischen Landkreis Bautzen und gehört seit 1994 zur Gemeinde Malschwitz. Es liegt in der Oberlausitz und befindet sich im Siedlungsgebiet der Sorben.

## Geografie

Briesing auf dem Messtischblatt von 1906

Briesing ist ein erweiterter Rundweiler im Süden der Oberlausitzer Teichlandschaft etwa sieben Kilometer nordöstlich von Bautzen und 2 km westlich von Malschwitz. Der Ort befindet sich in der Aue der Spree, direkt an deren linkem Ufer. Nach Westen hin steigt das Gelände in Richtung Großdubrau bis auf 200 m an; im Osten und Norden erstreckt sich die flache Spreeaue, die für die Teichwirtschaft genutzt wird. Direkt nördlich schließt der Wauretz-Teich an Briesing an. Ursprünglich befand sich auch am südlichen Dorfrand ein Teich (Hatschanskes Teich), der allerdings nach dem Zweiten Weltkrieg trockengelegt wurde.
Der ursprüngliche Rundweiler ist jener Teil des Dorfes in Spreenähe; die Häuser in Richtung der Landstraße sind jüngere Erweiterungen. Direkt an der Spree befindet sich auch die ehemalige Mühle.
Die Nachbarorte sind Zschillichau (Gemeinde Großdubrau) im Norden, Malschwitz im Osten, Pließkowitz im Südosten, Niedergurig im Süden und Kleindubrau im Westen.

## Geschichte
Der Ort wurde erstmals bereits 1237 in einer bischöflichen Urkunde als Bresin erwähnt und gehört damit zu den älteren bekannten Siedlungen des heutigen Kreises Bautzen. Ein eigenes Rittergut besaß Briesing jedoch nicht; im 18. Jahrhundert lag die Grundherrschaft im Ort überwiegend beim Rittergut Niedergurig; ein Teil gehörte zum Doberschützer Gut.
In der Schlacht bei Bautzen im Mai 1813 hielten die Alliierten Briesing zunächst als Brückenkopf gegen die von Nordwesten vorrückenden Franzosen, wurden jedoch hier und in Niedergurig geschlagen. Dies machte den französischen Truppen den Übergang über die Spree möglich und verlagerte den Hauptschauplatz der Schlacht in die Gegend zwischen Wurschen, Preititz und Niederkaina.
Briesing war bis 1936 eine eigenständige Landgemeinde; dann wurde es nach Niedergurig eingemeindet und kam gemeinsam mit diesem 1994 zur neuen Großgemeinde Malschwitz.
Im Ort finden sich noch Beispiele für die typischen Oberlausitzer Umgebindehäuser, die bis ins 19. Jahrhundert überall in der Region verbreitet waren.

### Ortsname
Der Ortsname ist altsorbischen Ursprungs und bedeutet in etwa „kleiner Birkenwald“ (vgl. obersorbisch brěza, „Birke“). Über die Jahrhunderte sind folgende Namensformen verzeichnet: Breßen magnum („Groß-Briesing“, 1519), Bresinka (1534), Brising (1598), Brysincka (1658), Bresinke, Briesink (1818).

## Bevölkerung
Im Jahre 1834 war die Einwohnerzahl mit 200 bedeutend größer als heute. Der Wissenschaftler Arnošt Muka zählte 1884/85 insgesamt 183 Einwohner, davon 176 Sorben. Erst seit Mitte des 20. Jahrhunderts ist der Gebrauch des Sorbischen im Ort aufgrund von Assimilation und Zuzug Deutschsprachiger zurückgegangen.
Briesing ist seit der Reformation fast ausschließlich evangelisch-lutherisch und war vermutlich ursprünglich nach Kleinbautzen gepfarrt. Seit 1600 gehört der Ort jedoch zur Kirchgemeinde Malschwitz.

## Infrastruktur
Briesing ist nur wenige Meter abseits der Bundesstraße 156 (Bautzen – Weißwasser) gelegen. Die Anschlussstelle Bautzen-Ost der A 4 (Dresden – Breslau) befindet sich fünf Kilometer südlich des Ortes.

## Persönlichkeiten
- Arnošt Bart-Brězynčanski (1870–1956), sorbischer Politiker und nationaler Aktivist, langjähriger Einwohner und Ortsvorsteher von Briesing, der sich den Beinamen Brězynčanski („Briesinger“) gab.